# Etxebarri
Etxebarri är en kommun i Spanien. Den ligger i Biscayaprovinsen i den autonoma regionen Baskien i norra delen av landet, 300 km norr om huvudstaden Madrid. Antalet invånare är 11 941 (2024). Arean är 3,27 kvadratkilometer. Etxebarri gränsar till Bilbao, Zamudio, Galdakao och Basauri. 